# Tarphonomus
Tarphonomus — рід горобцеподібних птахів родини горнерових (Furnariidae). Представники цього роду мешкають в Південній Америці. Традиційно їх відносили до роду Землелаз (Upucerthia), однак за результатами молекулярно-генетичного дослідження були переведені до новоствореного роду Tarphonomus.

## Види
Виділяють два види:
- Землелаз болівійський (Tarphonomus harterti)
- Землелаз аргентинський (Tarphonomus certhioides)

## Етимологія
Наукова назва роду Tarphonomus походить від сполучення слів дав.-гр. ταρφος — зарості і νομος — помешкання, житло.